# 昂普勒皮
昂普勒皮（法語：Amplepuis，法語發音：[ɑ̃pləpɥi]）是法国罗讷省的一个市镇，属于索恩河畔自由城区。

## 地理
昂普勒皮（45°58'21"N, 4°19'49"E）面积38.44 平方千米，位于法国奥弗涅-罗讷-阿尔卑斯大区罗讷省，该省份为法国中东部省份，北起顺时针与索恩-卢瓦尔省、安省、里昂大都会、伊泽尔省和卢瓦尔省接壤。
与昂普勒皮接壤的市镇（或旧市镇、城区）包括：圣让拉比西耶尔、兰河畔圣维克托、雷尼、马谢扎勒、富尔诺、莱镇、莱索瓦日、瓦尔索讷、罗诺。

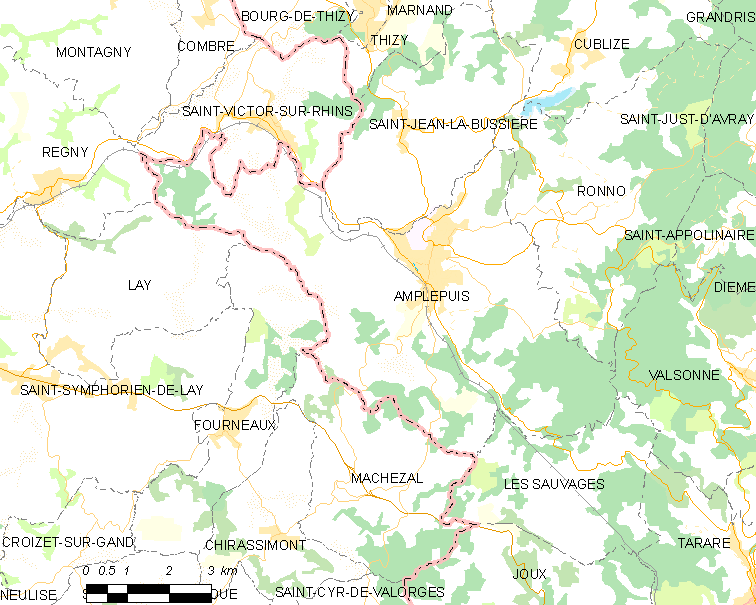
昂普勒皮的OSM定位图

昂普勒皮的时区为UTC+01:00、UTC+02:00（夏令时）。

## 行政
昂普勒皮的邮政编码为69550，INSEE市镇编码为69006。

## 政治
昂普勒皮所属的省级选区为蒂济莱布尔县。

## 人口

1962-2008年间昂普勒皮人口变化图示

昂普勒皮于2022年1月1日时的人口数量为4858人。